# Ceivar
Ceivar és una organització socialista i independentista de Galícia. Els seus dos objectius principals són la fi de la repressió de l'Estat espanyol i l'amnistia dels presos independentistes gallecs.